# Piridoksal 5'-fosfatna sintaza (hidroliza glutamina)
Piridoksal 5'-fosfatna sintaza (hidroliza glutamina) (EC 4.3.3.6, PdxST) je enzim sa sistematskim imenom D-riboza 5-fosfat,D-gliceraldehid 3-fosfat piridoksal 5'-fosfat-lijaza. Ovaj enzim katalizuje sledeću hemijsku reakciju
-riboza 5-fosfat + -gliceraldehid 3-fosfat + L-glutamin {\displaystyle \rightleftharpoons } piridoksal 5'-fosfat + L-glutamat + 32O + fosfat (sveukupna reakcija)
(1a) -glutamin + H2O {\displaystyle \rightleftharpoons } -glutamat + 3
(1b) -riboza 5-fosfat + -gliceraldehid 3-fosfat + 3 {\displaystyle \rightleftharpoons } piridoksal 5'-fosfat + 4H2O + fosfat
Amonijak obezbeđuje glutaminazna podjedinica.

## Literatura
- Nicholas C. Price; Lewis Stevens (1999). Fundamentals of Enzymology: The Cell and Molecular Biology of Catalytic Proteins (Third изд.). USA: Oxford University Press. ISBN 019850229X.
- Eric J. Toone (2006). Advances in Enzymology and Related Areas of Molecular Biology, Protein Evolution (Volume 75 изд.). Wiley-Interscience. ISBN 0471205036.
- Branden C; Tooze J. Introduction to Protein Structure. New York, NY: Garland Publishing. ISBN 0-8153-2305-0.
- Irwin H. Segel. Enzyme Kinetics: Behavior and Analysis of Rapid Equilibrium and Steady-State Enzyme Systems (Book 44 изд.). Wiley Classics Library. ISBN 0471303097.
- William P. Jencks (1987). Catalysis in Chemistry and Enzymology. Dover Publications. ISBN 0486654605.

## Spoljašnje veze
- Pyridoxal+5'-phosphate+synthase+(glutamine+hydrolyzing) на 